# Östra gölarna (västra)
Östra gölarna (västra av två, H 62) är en sjö i Finspångs kommun i Östergötland och ingår i Nyköpingsåns huvudavrinningsområde.